# Sovietskaïa molodej
Pour les articles homonymes, voir Sovetskaïa.
Sovietskaïa molodej (Советская молодёжь, Sovetskaia molodezh en russe, signifiant « Jeunesse soviétique ») est un titre de presse russe à parution bi-hebdomadaire. Fondé le 7 juin 1924, il est publié à Irkoutsk. À ses débuts, le journal s'appelle Komsomolia (Комсомолия). Le premier numéro dont le tirage s'élève à 1 700 exemplaires est préparé par Iossif Outkine. Renommé Vostochno-Sibirski komsomolets (Восточно-Сибирский комсомолец) en 1930, le journal est édité à 15 000 exemplaires. Son rédacteur est alors l'écrivain, lauréat du prix Staline et le citoyen d'honneur de la ville d'Irkoutsk, Konstantin Sedykh (1908-1979). En 1950, son tirage atteint les 30 000 exemplaires. Dans les années 1960, on y publie les œuvres d'Alexandre Vampilov et Valentin Raspoutine,. Sovietskaïa molodej fusionne avec le journal Nomer odin en 1997.